# Nemacheilus troglocataractus
Nemacheilus troglocataractus är en fiskart som beskrevs av Maurice Kottelat och Géry, 1989. Nemacheilus troglocataractus ingår i släktet Nemacheilus och familjen grönlingsfiskar. IUCN kategoriserar arten globalt som akut hotad. Inga underarter finns listade i Catalogue of Life.